# Сельское поселение Пиксимовское
Сельское поселение Пиксимовское — упразднённое сельское поселение в составе Вашкинского района Вологодской области.
Центр — деревня Пиксимово.
Образовано 1 января 2006 года в соответствии с Федеральным законом № 131 «Об общих принципах организации местного самоуправления в Российской Федерации».
В состав сельского поселения вошёл Пиксимовский сельсовет.
Законом Вологодской области от 25 июня 2015 года № 3689-ОЗ, сельские поселения Киснемское, Коневское, Пиксимовское, Покровское и Пореченское были преобразованы, путём их объединения, в сельское поселение Киснемское с административным центром в селе Троицкое.
По данным переписи 2010 года население — 218 человек.

## Населённые пункты
В 1999 году был утверждён список населённых пунктов Вологодской области. С тех пор состав Пиксимовского сельсовета не изменялся.
В состав сельского поселения входило 12 деревень.
| Населённый пункт     | ОКАТО          | Рег. номер | Расстояние до районного центра, км | Расстояние до центра поселения, км | Индекс | Координаты                      |
| -------------------- | -------------- | ---------- | ---------------------------------- | ---------------------------------- | ------ | ------------------------------- |
| деревня Великий Двор | 19 212 832 002 | 848        | 49                                 | 9                                  | 161274 | 60°31′08″ с. ш. 37°35′29″ в. д. |
| деревня Екимово      | 19 212 832 003 | 849        | 48                                 | 8                                  | 161275 | 60°30′39″ с. ш. 37°35′10″ в. д. |
| деревня Исаково      | 19 212 832 004 | 850        | 36                                 | 4                                  | 161275 | 60°26′19″ с. ш. 37°41′03″ в. д. |
| деревня Легково      | 19 212 832 005 | 851        | 49                                 | 9                                  | 161274 | 60°31′21″ с. ш. 37°35′14″ в. д. |
| деревня Максимово    | 19 212 832 006 | 852        | 47                                 | 7                                  | 161275 | 60°30′32″ с. ш. 37°37′09″ в. д. |
| деревня Новец        | 19 212 832 007 | 853        | 35                                 | 5                                  | 161275 | 60°25′34″ с. ш. 37°39′41″ в. д. |
| деревня Онево        | 19 212 832 008 | 854        | 46                                 | 6                                  | 161275 | 60°30′33″ с. ш. 37°37′02″ в. д. |
| деревня Пиксимово    | 19 212 832 001 | 847        | 40                                 | —                                  | 161275 | 60°27′31″ с. ш. 37°39′25″ в. д. |
| деревня Поповка      | 19 212 832 009 | 855        | 48                                 | 8                                  | 161274 | 60°31′04″ с. ш. 37°35′55″ в. д. |
| деревня Прокино      | 19 212 832 010 | 856        | 41                                 | 1                                  | 161275 | 60°27′49″ с. ш. 37°38′39″ в. д. |
| деревня Ростани      | 19 212 832 011 | 857        | 37,5                               | 3,5                                | 161275 | 60°26′09″ с. ш. 37°40′40″ в. д. |
| деревня Ушаково      | 19 212 832 012 | 858        | 36                                 | 4                                  | 161275 | 60°25′48″ с. ш. 37°40′20″ в. д. |